# Obóz przesiedleńczy w Konstantynowie
Obóz przesiedleńczy w Konstantynowie (niem. Durchgangslager Konstantinow) – obóz przejściowy dla wysiedlanej ludności polskiej urządzony przez Niemców w okupowanym Konstantynowie Łódzkim (od maja 1943 Tuchingen), podlegający Centrali Przesiedleńczej w Poznaniu (niem. Umwandererzentralstelle in Posen, UWZ), funkcjonujący od stycznia 1940 do 16 sierpnia 1943 roku. W okresie maj-czerwiec 1941 r. stanowił miejsce osadzenia księży z „Kraju Warty”. Następnie – w okresie od 16 sierpnia 1943 do 18 stycznia 1945 – obóz dla białoruskich, ukraińskich i rosyjskich dzieci i młodzieży. 

## Historia obozu
Był to największy obóz przesiedleńczy w administracji Centrali Przesiedleńczej w Łodzi. Został utworzony 5 stycznia 1940 roku w przedwojennej fabryce włókienniczej łódzkich przemysłowców K. Steinerta i braci Schweikert, przy ulicy Łódzkiej 27 (niem. General-Litzmann-Strasse). 
Oddział Łódzki podlegał Centrali Przesiedleńczej w Poznaniu (niem. Umwandererzentralstelle in Posen, UWZ), zaś całość podlegała IV Departamentowi Głównego Urzędu Bezpieczeństwa Rzeszy (RSHA).
Obóz funkcjonował do 16 sierpnia 1943 roku. Jego komendantem był SS-Rottenführer Huhn.

## Przesiedleńcy i ofiary
Do obozu kierowano głównie polskie rodziny wysiedlane z terenów Wielkopolski, Pomorza i Polski Centralnej, w większości z terenów tzw. Kraju Warty.
Pierwsze przesiedlone rodziny przywieziono do obozu w styczniu 1940 roku. Większe transporty osadzono w marcu 1940 roku. Były to osoby pochodzące z terenu przedwojennych województw: poznańskiego, bydgoskiego i łódzkiego – głównie rolnicy. Do kwietnia 1941 pobyt w obozie przesiedleńców był względnie krótki, gdyż obóz był punktem etapowym w drodze do Generalnego Gubernatorstwa. Po tym okresie, po wstrzymaniu intensywnych wysiedleń, obóz zaczął się przekształcać się w punkt etapowy dla przyszłych robotników przymusowych wysyłanych później do różnych zakładów pracy i gospodarstw rolnych na terenie Niemiec. W tym czasie zdarzały się przypadki przetrzymywania takich osób nawet 2 lata, bez kontaktu ze światem zewnętrznym. 
W maju 1941 r. osadzono tu około 500 polskich Żydów a w okresie późniejszym od października do grudnia 1941 roku przetrzymywano w obozie około 450 księży polskich z diecezji częstochowskiej, łódzkiej i włocławskiej oraz archidiecezji poznańskiej, zatrzymanych w ramach kompleksowej akcji przeciwko kościołowi katolickiemu na obszarze „Kraju Warty”. Wszyscy oni zostali następnie wywiezieni do obozu koncentracyjnego Dachau
Przez obóz przeszło około 42 tysiące więźniów, zmarło z powodu trudnych warunków bytowania tysiące, z których zidentyfikowano około 700 osób. Początkowo zmarłych chowano na miejscowym cmentarzu rzymskokatolickim w różnych kwaterach, później w specjalnie wydzielonym na nim miejscu.
Po likwidacji obozu 16 sierpnia 1943 Niemcy utworzyli tu obóz dla dzieci i młodzieży z terenu Ukrainy, Białorusi i Rosji, do którego pierwszy transport dotarł w kwietniu 1944 roku. W dniu 1 sierpnia 1944 przywieziono tu kilkaset dzieci ze Smoleńska i Witebska, z obozu w Potulicach. W dniu 28 sierpnia tegoż roku dotarł tu transport rosyjskich dzieci ze Stutthofu.
W dniu 18 stycznia 1945, w obliczu okrążających Łódź wojsk radzieckich – która została zajęta 19 stycznia – załoga obozu zbiegła pozostawiając małych więźniów swojemu losowi. W dniu 12 kwietnia wszystkie znajdujące się w obozie dzieci zostały przez władze radzieckie repatriowane do Rosji. Dalsze ich losy są nieznane. Zapewne część powróciła do domów rodzinnych, natomiast bezdomne umieszczone w tamtejszych domach dziecka.

## Dzieje powojenne
W 1972 przed budynkiem byłego obozu ustawiono głaz z krzyżem i dwoma tablicami. Jedna z nich poświęcona została więzionym w tym obozie księżom.
W 2010 z inicjatywy Społecznego Komitetu ds. Upamiętniania Polskich Ofiar Niemieckiego Obozu – Lager in Konstantinow, w miejscu spoczynku zmarłych w tymże obozie został ustawiony pomnik z widniejącymi na nim nazwiskami zidentyfikowanych ofiar obozu.